# The Move (álbum)
Move es el epónimo álbum debut de The Move, lanzado por el sello Regal Zonophone. Incluye las dos caras de su tercer y cuarto sencillos ('Flowers In The Rain' y 'Fire Brigade'). El último corte, 'Cherry Blossom Clinic', se preparó como sencillo para finales de 1967, y un acetato, con 'Vote For Me' (una canción que permanecería inédita hasta 1997), fue prensado.  El lanzamiento se canceló, probablemente a causa de su atrevida letra sobre un interno en una institución mental. El grupo ya había tenido problemas con 'Flowers In The Rain', con su postal promocional conteniendo un dibujo satírico del primer ministro británico Harold Wilson.
El contenido del álbum se reparte entre varias canciones originales de Roy Wood y tres versiones que tendrían un importante lugar en sus actuaciones en directo. 'Weekend' es una canción de Eddie Cochran; 'Hey Grandma' fue grabada originalmente por la banda psicodélica americana Moby Grape.  'Zing Went The Strings Of My Heart' es un viejo standard de James F. Hanley aderezado con unos arreglos copiados a The Coasters.  Fue el único álbum de la banda que consiguió entrar en listas, alcanzando el número 15.
Move fue reeditado en CD con canciones adicionales en 1998.  Una nueva edición de lujo con dos discos fuelanzada por Salvo en 2007.

## Listado de temas
(+ corresponde al lanzamiento original en monoaural)
1. "Yellow Rainbow" (Wood)  – 2:35+
2. "Kilroy Was Here" (Wood)  – 2:43+
3. "(Here We Go Round) The Lemon Tree" (Wood)  – 2:59
4. "Weekend" (Post)  – 1:46
5. "Walk Upon The Water" (Wood)  – 3:22
6. "Flowers in the Rain" (Wood)  – 2:29
7. "Hey Grandma" (Miller/Stevenson)  – 3:11+
8. "Useless Information" (Wood)  – 2:56
9. "Zing Went The Strings Of My Heart" (Hanley)  – 2:49
10. "The Girl Outside" (Wood)  – 2:53 (versión en estéreo, contiene una pista vocal diferente)
11. "Fire Brigade" (Wood) 2.22+
12. "Mist On a Monday Morning" (Wood)  – 2:30+
13. "Cherry Blossom Clinic" (Wood)  – 2:30+

### Temas extra (reedición de 1998)
14. "Night of Fear" (Wood)
15. "Disturbance" (Wood)
16. "I Can Hear the Grass Grow" (Wood)
17. "Wave Your Flag and Stop the Train" (Wood)
18. "Vote for Me" (Wood)
19. "Disturbance [Alternate Version][Alternate Take]" (Wood)
20. "Fire Brigade [Alternate Version][Alternate Take]" (Wood)
21. "Second Class (She's Too Good for You) [Roy Wood Solo Track]" (Wood)
22. "Cherry Blossom Clinic" (Wood)
23. "(Here We Go Round) The Lemon Tree [Stereo Version]" (Wood)
24. "Weekend [Stereo Version]" (Wood)
25. "Flowers in the Rain [Stereo Version]" (Wood)
26. "Useless Information [Stereo Version]" (Wood)
27. "Zing! Went the Strings of My Heart [Stereo Version]" (Hanley)
28. "Girl Outside [Stereo Version]" (Wood)
29. "Walk Upon the Water [Stereo Version]" (Wood)

### Temas extra (reediciónde luxede 2008)
14. "Vote For Me" (Wood)
15. "Disturbance" (Wood)
16. "Night Of Fear" (Wood)
17. "Wave The Flag And Stop The Train" (Wood)
18. "I Can Hear The Grass Grow" (Wood)
Disco 2-New Movement
1. "Move Intro" [Stereo][#] (Wood)
2. "Move" [Stereo][#] (Wood)
3. "Cherry Blossom Clinic" [Stereo][#] (Wood)
4. "Fire Brigade" [Stereo][#] (Wood)
5. "Kilroy Was Here" [Stereo][#] (Wood)
6. ("Here We Go Round) The Lemon Tree" [Stereo][#] (Wood)
7. "Weekend" [Stereo][#] (Post/Post)
8. "Zing Went the Strings of My Heart" [Stereo][#] (Hanley)
9. "Don't Throw Stones at Me" [Stereo][#] (Wood)
10. "Mist on a Monday Morning" [Stereo][#] (Wood)
11. "Vote for Me" [Alternate Version][#] (Wood)
12. "Night of Fear" [Stereo][#] (Wood)
13. "Girl Outside" [Stereo][Alternate Take][#] (Wood)
14. "Walk Upon the Water" [Stereo][#] (Wood)
15. "Useless Information" [Stereo][#] (Wood)
16. "Flowers in the Rain" [Stereo][#] (Wood)
#-Previamente inédita

## Formación
- Carl Wayne – voz principal
- Roy Wood – voz principal, guitarras
- Bev Bevan – vocales, batería
- Ace Kefford – vocales, bajo
- Trevor Burton – vocales, guitarras
- Nicky Hopkins - piano ('Hey Grandma'), clavicordio en ('Mist on a Monday morning')
- Tony Visconti - arreglos de cuerda y viento